# فرانسيس هاربر
فرانسيس إلين واتكينز هاربر (24 سبتمبر 1825 - 22 فبراير 1911) كانت إبطالية أمريكية مؤيدة لإلغاء عقوبة الإعدام، ومدافعة عن حق المرأة في التصويت، وشاعرة، وناشطة في مجال الاعتدال، ومعلمة، ومتحدثة عامة، وكاتبة. ابتداءً من عام 1845، كانت واحدة من أوائل النساء الأمريكيات من أصل أفريقي اللاتي ينشرن أعمالهن في الولايات المتحدة.
وُلدت هاربر في بالتيمور بولاية ميريلاند، وكانت لها مسيرة مهنية طويلة وغزيرة، حيث نشرت أول كتاب شعر لها في سن العشرين. وفي عمر 67 عامًا، نشرت روايتها إيولا ليروي (1892) التي نالت استحسانًا واسع النطاق، مما جعلها من بين أوائل النساء السود اللاتي ينشرن الروايات.

## النشأة والعمل
وُلدت فرانسيس إلين واتكينز في عام 1825 في بالتيمور، ولاية ماريلاند (التي كانت آنذاك دولة عبودية)، وهي الطفلة الوحيدة لأبوين أحرار. توفي والداها، مجهولي الاسم، في عام 1828، ما جعل واتكينز يتيمة في سن الثالثة. ترعرعت على يد خالتها وعمها هنريتا والقس ويليام.
كان عم فرانسيس واتكينز يعمل في كنيسة شارب ستريت الأفريقية الميثودية الأسقفية. تلقت واتكينز تعليمها في أكاديمية واتكينز للشباب الزنوج، التي أسسها عمها عام 1820. كان القس واتكينز، بصفته ناشطًا في مجال الحقوق المدنية وناشطًا في إلغاء عقوبة الإعدام، له تأثير كبير على حياة ابنة أخته وعملها.
عندما أصبح عمرها 13 عامًا وجدت واتكينز عملًا كخياطة. كما عملت ممرضة لدى أسرة تمتلك مكتبة ضخمة. كانت قادرة على استخدام وقت فراغها للقراءة من الكتب الموجودة والعمل على كتابتها الخاصة.
في عام 1850، في سن 26، انتقلت واتكينز من بالتيمور لتدريس العلوم المحلية في مدرسة تابعة للكنيسة الأسقفية الميثودية الأفريقية للطلاب السود بالقرب من كولومبوس، أوهايو. عملت كأول معلمة في المدرسة. أُغلقت هذه المدرسة عام 1863 عندما حولت الكنيسة الأسقفية الميثودية الأفريقية أموالها لشراء جامعة ويلبرفورس، وهي أول كلية يملكها ويديرها السود. في العام التالي، تولت واتكينز منصبًا في مدرسة يورك، بنسلفانيا.

## مهنة الكتابة
بدأت هاربر مهنتها في الكتابة عام 1839 عندما نشرت مقالات في المجلات المناهضة للعبودية. بدأت مسيرتها في الكتابة قبل وقت طويل من زواجها - 20 عامًا على وجه الدقة - لذلك نُشرت العديد من أعمالها تحت اسمها قبل الزواج واتكينز.
نشرت هاربر أول كتاب شعري لها، أوراق الغابة أو أوراق الخريف عام 1845 عندما كانت تبلغ من العمر 20 عامًا. جعل منها هذا الكتاب صوتًا مهمًا لمناهضة العبودية. أُعيد اكتشاف نسخة واحدة من هذا المجلد، بعد أن فُقدت منذ زمن طويل، في أوائل القرن الحادي والعشرين من قبل الباحثة جوانا أورتنر في بالتيمور، في جمعية ماريلاند التاريخية في 2010. كان كتابها الثاني، قصائد في مواضيع متنوعة (1854)، شائعًا للغاية. كما أُعيدت طباعته عدة مرات على مدى السنوات القليلة التالية.
في عام 1858، رفضت هاربر التخلي عن مقعدها أو الركوب في القسم الملون من عربة ترولي في فيلادلفيا (97 عامًا قبل روزا باركس). في نفس العام، نشرت قصيدتها (ادفني في أرض حرة) وأصبحت واحدة من أشهر أعمالها.
نشرت هاربر رسومات تخطيطية للحياة الجنوبية في عام 1872. وصفت هذه المختارات تجربتها في التجول في الجنوب والتعرف على السود المحررين حديثًا. وصفت في هذه القصائد الظروف المعيشية القاسية التي واجهتها المرأة السوداء خلال فترة العبودية وعصر إعادة الإعمار. استخدمت هاربر شخصية اسمها العمة كلوي، كراوية في العديد من هذه الرسومات.
تشتهر هاربر أيضًا بما كان يعتبر منذ فترة طويلة روايتها الأولى، لولا ليروي، التي نُشرت ككتاب في عام 1892 عندما كانت تبلغ من العمر 67 عامًا. كان هذا أحد الكتب الأولى التي نشرتها امرأة سوداء في الولايات المتحدة أثناء استخدام الأعراف السائدة في ذلك الوقت، تعامل هاربر مع القضايا الاجتماعية الجادة، بما في ذلك تعليم المرأة، والتزاوج بين الأجيال، وإعادة الإعمار، والمساواة، والمسؤولية الاجتماعية.
كان هاربر أيضًا صديقة ومعلمة للعديد من الكتّاب والصحفيين الأمريكيين الأفارقة، بما في ذلك ماري شاد كاري وإيدا بي ويلز وفيكتوريا إيرل ماثيوز وكيت دي تشابمان.

## الجوائز
- Maryland Women's Hall of Fame [الإنجليزية]‏
- قاعة مشاهير نساء أوهايو  [لغات أخرى]‏

## روابط خارجية
- فرانسيس هاربر على موقع الموسوعة البريطانية (الإنجليزية)
- فرانسيس هاربر على موقع إن إن دي بي (الإنجليزية)